# 刘桂真
刘桂真（1944年11月22日—），中国山东潍坊昌邑人，数学家，山东大学教授，博士生导师。研究领域主要是图论、组合优化、拟阵理论等。

## 生平
刘桂真于1957年入读青岛十五中，1963年考入山东大学数学系，1968年大学毕业。自1969年至1978年，她在山东章丘担任中学教师。1978年，她考取山东大学数学系硕士研究生，师从数学家谢力同，并于1981年硕士毕业后留校任教。
1985年至1987年，刘桂真赴加拿大西蒙弗雷泽大学，师从布莱恩·阿尔斯帕奇（Brian Alspach）进行学术访问。1988年至1992年间，她先后被山东大学聘为副教授和教授。1993年，她被国务院学位委员会批准为博士生导师，并获国务院政府特殊津贴。

## 学术贡献
刘桂真在1990年代提出正交{\displaystyle f}-因子、正交 {\displaystyle (g,f)}-因子分解的存在性定理。
在拟阵理论方面，刘桂真在拟阵基图的哈密顿性、边泛圈性和连通度等问题上取得了成果，相关研究曾获国家教委科技进步奖和山东省科技进步奖。
在图染色问题的研究中，刘桂真提出了{\displaystyle f}-临界图的概念，研究了{\displaystyle g}-边覆盖染色等多个问题，获得了Vizing型邻接引理和Shannon型上界等关键结果。

## 教学与人才培养
刘桂真主讲课程《运筹学》被评为国家级精品课程。主编的《运筹学》教材先后被评为“九五”重点教材以及“十一五”“十二五”国家级规划教材。2006年，被评为山东省教学名师，2007年获国家教学名师称号。
在人才培养方面，刘桂真培养了50余名硕士和博士研究生。

## 社会服务
刘桂真曾任国家高等学校数学与力学指导委员会委员、全国高校理科高等数学研究会理事长、中国图论研究会理事长等职务。她还是全国政协第九、十届委员，并担任民盟山东省委员会副主委。